# Mike Fillery
Michael Christopher „Mike“ Fillery (* 17. September 1960 in Mitcham) ist ein ehemaliger englischer Fußballspieler.

## Leben
Fillery begann seine Karriere beim FC Chelsea als Amateur. 1978 wurde er in den Profikader der Blues aufgenommen. Sein Debüt gab er am 4. April 1979 gegen Derby County. Nach vier Jahren und 32 Ligatoren später wechselte er 1983 zu den Queens Park Rangers. Die Ablösesumme für Fillery betrug 155.000 Pfund. 1987 ging es weiter zum FC Portsmouth. Nach drei Jahren bei Pompey spielte er noch ein paar Spiele bei Oldham Athletic, FC Millwall und Torquay United. Nach seiner Spielerkarriere wurde er 1994 Co-Trainer bei Crawley Town und später Jugendtrainer beim FC Chelsea.